# Ацтекський потрійний союз
19°26′00″ пн. ш. 99°08′00″ зх. д. / 19.43333333° пн. ш. 99.13333333° зх. д.
Ацтекський потрійний союз — політико-військовий союз між містами-державами Месоамерики — Теночтітланом, Тескоко та Тлакопаном. Існував з 1428 до 1521 року. Інша його назва — Імперія ацтеків. Знищений унаслідок вторгнення іспанських колонізаторів на чолі з Ернаном Кортесом.

## Заснування
Потрійний союз формувався як військова коаліція для захисту від держави тепанеків Ацкапоцалько. Ініціатором цього об'єднання став Тлатоані Теночтітлану — Іцкоатль. До нього приєдналися Несавалькойотль, якого вигнали з рідного Тескоко, та Тотоківастлі, тлатоані Тлакопана. Їхні війська вже в 1428 році завдали значної поразки тлатоані Аскапоцалько, а до 1430 року союзники розділили між собою територію тепанекської держави. Правитель Теночтітлану став володарем кольвасів або тольтеків, правитель Тескоко — володарем акольвасів (племена, що займали міста на сході долини Мехіко з містами Вешотл, Коатлічан та Тескоко), правитель Тлакопана — володарем тепанеків. Поступово Теночтітлан та Тескоко почали займати головні ролі в Потрійному союзі. Вже наступник Іцкоатля — Монтесума I — укладає угоду, згідно з якою Теночтітлан та Тескоко отримували 4/5 майбутніх загарбань, а Тлакопан — 1/5.

## Побудова імперії
На чолі імперії стояв Huey tlatoani (Великий тлатоані, або Великий Оратор). Ця посада була виборна. Спочатку вибір нового імператора здійснювали представники вищої аристократії (текутлі), очільники кварталів Теночтітлана («кальпулі») та всі громадяни — чоловіки та жінки (масевалі). Оголошувалося, що володаря обрано «панами та простим народом». З Ашаякатля імператора обирали аристократи, начальники кварталів, тлатоані Тескоко та Тлакопана. З Авіцотля імператора обирала Рада чотирьох та очільники Тескоко та Тлакопана. Рада чотирьох складалася з тлакочтекутлі (судді вищого рангу), тлакатекатлі (очільника армії), есвавакатлі (представника аристократії), тліланкалькі (представника народу). Це було викликано підвищенням могутності імперії ацтеків та значення посади Великого тлатоані. Тлатоані Теночтітлану був Великим тлатоані Ацтекської імперії та в низці випадків виконував обов'язки великого жерця — теопішкі — сторожа бога. При його обранні виконувалася давня традиція — обраний на посаду Великого тлатоані, але ще не коронований, повинен був здійснити військовий похід. Цей обряд звався — миття королівських ніг.
Найближчими помічниками імператора були — сивакоатль («віце-король» Теночтітлану) та імперський радник, який повинен був здійснювати правосуддя та слідкувати за тим, щоб народ не піддавався насиллю. Існувала також дорадча рада, куди входило близько 80 старійшин. Вона збиралася для вирішення найскладніших ситуацій.
У залежних містах здебільшого зберігалися тлатоані з місцевих династій, хоча часто до них призначався ще один тлатоані з мешиків. Зазвичай це відбувалося в долині Мехіко, де влада членів Потрійного союзу була незаперечною. Здебільшого в підкорені міста надсилався як тлатоані представник правлячої династі. Так, до моменту свого обрання імператором Монтесума II був тлатоані міста Екатепека, Квітлавак — Істапалапи, Кваутемок — Тлателолько.
У конфліктних ситуаціях призначався військовий губернатор — кваутлатоані («оратор від орла»), суддя вищого рангу — тлакатекутлі («сеньйор серед людей») або військовий очільник — тлакочтекутлі («сеньйор дротиків»). Якщо підкорені міста виявляли постійну непокору, то їхнє населення знищували, а територію заселяли колоністами з Потрійного союзу.
Адміністративний поділ імперії мав такий вигляд:
- міста-держави (союзні, залежні);
- 38 податкових провінцій, де важливу роль відігравав кальпішкі.

Повноваження та зобов'язання різних міст та селищ були переплетені й відрізнялися доволі складною системою. Залежні території мали зобов'язання як перед Потрійним союзом, так і перед колишніми володарями. Так, населені пункти акольваської держави Тескоко мали обов'язки як перед Тескоко, так і перед Теночтітланом.
Найнижчий, місцевий, рівень влади утворювали сільські громади та їхні очільники, а найменше прав мали вільні члени громад — масевали, потім маєки, раби.
Спокій в Імперії ацтеків тримався на:
- благодіяннях або пільгах, які надавалися залежним містам-державам;
- наданні захисту в рамках Потрійного союзу;
- забороні на ведення війн між сусідами;
- захисту громадян від сеньйора (текутлі);
- здійснені жорстких репресій.

### Великі тлатоані
- Іцкоатль (1428—1440)
- Монтесума I (1440—1468)
- Ашаякатль (1468—1483)
- Тісок (1483—1486)
- Авіцотль (1486—1502)
- Монтесума II (1502—1520)
- Квітлавак (1520—1520)
- Кваутемок (1520—1521)

## Армія

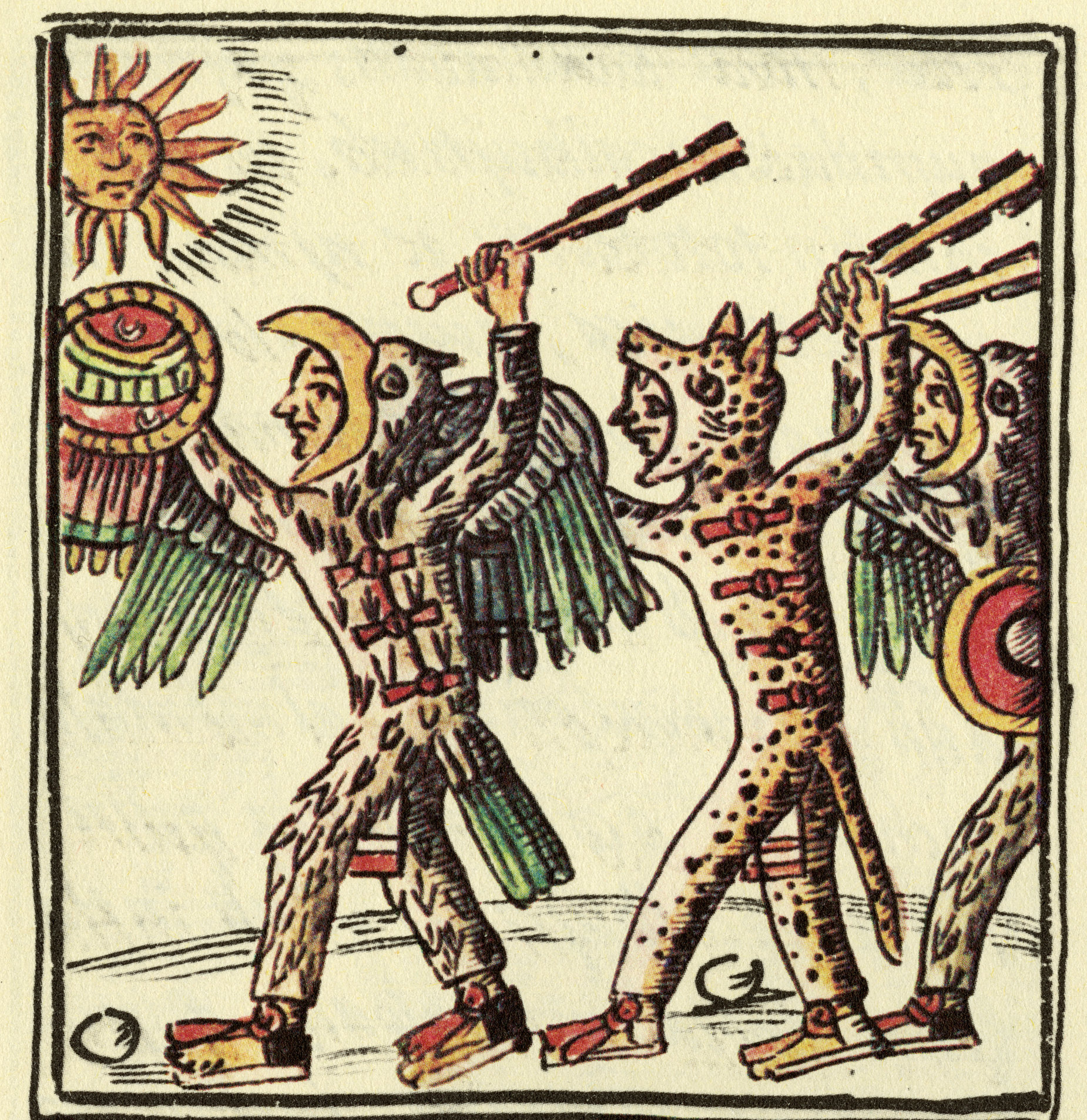
Ацтекські вояки, озброєні маквуауітлями

В ацтеків не існувало постійної армії. Під час планування кожного походу збиралася окрема кількість вояків. Рішення щодо військових дій ухвалювалося всіма членами Потрійного союзу. Як правило, міста-держави Теночтітлан та Тескоко виставляли найбільшу кількість військових частин. Очолював походи тлакатекатль, іноді сивакоатль («віце-король»). Найважливішими військовими походами керував особисто імператор.
Проте в мирний час у тлатоані існувала своєрідна гвардія, яка складалася з ветеранів (тіакаванів) та найхоробріших воїнів («квачиків»). Крім того, існували спеціальні загони, сформовані із представників племені отомі, яких вважали досить сильними та хоробрими вояками. Проте керував усіма цими частинами представник аристократії або правлячої династії. Військові знання майбутні командувачі набували у військових школах — телпочкалі («домі молодиків»).
Зброя ацтеків складалася із дротиків або коротких та довгих списів, сокир, булав, пращ, ножів, найбільш загрозливої зброї — палиці (дерев'яного меча) з обсидіановими лезами — маквавітлі. Для оборони мали щити. Найзнатніші воїни мали обладунки, зроблені з бавовни, та шоломи з деревини або кістки. Кожного вояка в поході супроводжував слуга, який переносив його особисті речі, окрім зброї. Війська не мали транспорту для пересування, тому вирушали пішки.

## Право
Соціонормативна культура в Ацтекській імперії виявлялася як у звичаї, так і в санкціонованих нормах права, що відповідали потребам держави. Це було на зразок «сукупного права», де цивільні, кримінальні, міждержавні та інші норми співіснували тільки у формі зародків. Право носило станово-класовий характер: відсутність рівності перед законом, наявність спеціальних станових судів. В ацтекському інституті судочинства мали місце як горизонтальні правові зв'язки (вирішення справ без участі держави на рівні громади), так і вертикальні (за участю державних органів і посадових осіб). В останньому випадку це були суди різних інстанцій, із яких найвищою була «Рада чотирьох» і суд Великого тлатоані.

## Економіка

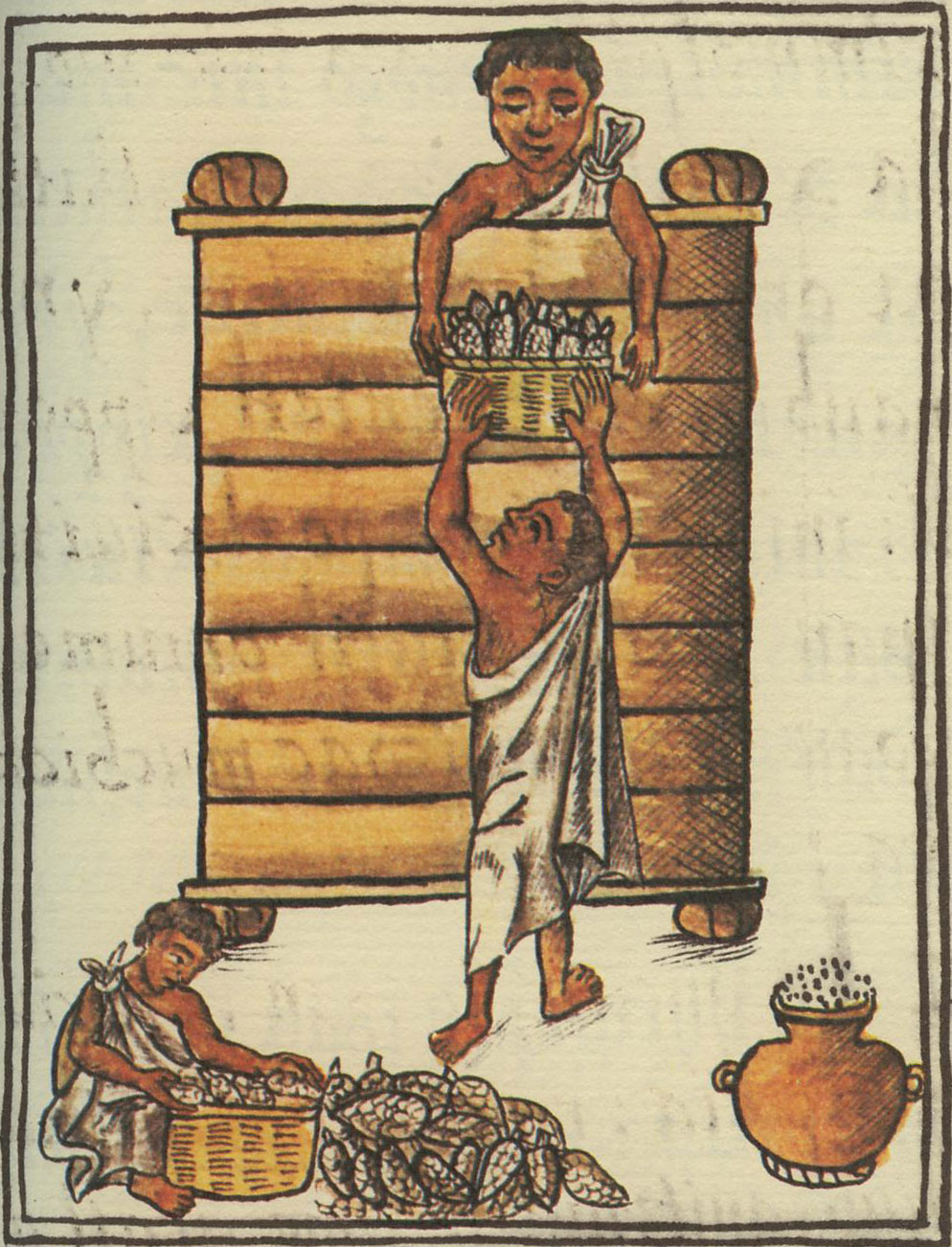
Зберігання маїсу

Залежні та підкорені міста сплачували податки членам Потрійного союзу. Зобов'язання були: місцеві продукти в сирому або переробленому вигляді, робота, служба. Жителі повинні були обробляти землю та виконувати інші види панщини. Данина була досить великою. Так, провінція Койоланан (долина Оахака) сплачувала 800 тюків або 16000 шт. художньо виконаних накидок або плащів, 3200 шт. довгих накидок, 20 золотих дисків товщиною з палець й розміром із тарілку, дві «комори» кукурудзи, одну — квасолі, одну — насіння шавлії. Одна «комора» вміщувала в себе приблизно 186043 кг. Таким чином, загальна кількість харчів становила 744 172 кг. Головними галузями економіки імперії були: сільське господарство, яке забезпечувало життєдіяльність населення, та ремісництво. Особливо це стосується вирощування кукурудзи. Свої врожаї мешканці долини Мехіко збирали з чинампів — городів на штучних острівцях, створених у лагуні або озері. Вони давали часті та значні врожаї.
Проте ацтеки не мали великої рогатої худоби, що суттєво позначувалося на забезпеченні харчами великої кількості населення, розташованої в долині Мехіко (Анавак). Ремісництво включало в себе: добування та обробку корисних копалин, зокрема срібла, золота, бурштину, жадеїта, нефриту, бавовняне виробництво, виробництво зброї. У часи розквіту імперії значної ваги набули будівельні професії — для спорудження чудових палаців та храмів («теокалі»).
До всього члени Потрійного союзу мали свою сферу впливу, де займалися вимаганням регулярної данини за надання захисту. Здебільшого в підкорені міста надсилався кальпішкі, який повинен був доглядати за збиранням податків та виконанням призначених робіт. Якщо залежні міста відмовлялися від угоди або її порушували, надсилалися каральні експедиції на чолі із тлакатекатлем («людиною храму»).

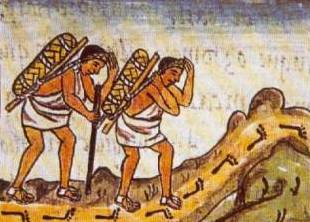
Почтека в дорозі

 Водночас формується клас торгівців та їхніх гільдій — почтека. Вони організовували та здійснювали торговельні експедиції, іноді доволі значні, у яких брало участь до тисячі осіб. Торгівці до того ж виконували функції розвідників. Найдосвідченіші з них досліджували економічні та військові ресурси нових країв, їхні перспективи, про що спрямовували звіт імператорові. Після цього той вирушав із походом для захоплення цих земель. Торговці також були добре озброєні й мали військові навички. Наприклад, наприкінці правління Авіцотля на торговельний караван, який рушив до міста Айтлан (кордон сучасних Мексики та Гватемали) напали загони з міста Тевантепека. Але торговці відбили спроби захопити їхнє майно, витримали облогу в місті Кваутенанко, а потім своїми силами оволоділи містом Айотлан. Разом з тим відсутність широкої мережі доріг для пересування торговельних караванів ускладнювало розвиток торгівлі в імперії.

## Релігійна та культурна політика
Як основна мова впроваджувався науатль. Головні дописи, офіційні літописи виконувалися саме цією мовою. Починаючи з Іцкоатля йде штучна заміна історії ацтекських народів — старі літописи було знищено й замінено на нові, що влаштовували володарів Теночтітлану, відображали минуле мешиків та підкорених ними народів у потрібному ключі. Після підкорення чергового міста ацтеки призначали як головного бога цієї території Віцилопочтлі, а місцеві боги виступали як його підлеглі. Крім того за часів Монтесуми II побудовано великий храм Коатеокалі, де було зібрано всіх богів імперії. Водночас уведено єдину календарну систему в імперії, яка складалася із трьох циклів (кожен був частиною іншого): ритуального із 260 днів, сонячного — із 365 днів, венеріанського — із 584 днів.

## Розквіт імперії

Територія Ацтекського потрійного союзу

Із моменту створення Потрійного союзу його члени почали активно підкоряти сусідні міста. Найбільших досягнень досягли представники Теночтітлану — починаючи з Іцкоатля й закінчуючи Монтесумою II. Війни велися практично щорічно. Як для захоплення земель, так і полонених, яких приносили в жертву богам. У той же час члени Потрійного союзу займалися розбудовою своїх міст. Розширення імперії призвело до економічного підйому. При цьому відбувається соціальне розшарування населення, а також зміцнення позицій торгівців.
Проте територія збільшувалася нерівномірно — на півночі кордони імперії були на відстані двох денних переходів від Теночтітлану, на півдні й сході — декількох сотень, на заході (Сошимілько) — тисячі кілометрів. До всього існували анклави — міста-держави в долині Пуебло, міста Мецтитлан, Йопі та Тототепек.

## Загибель імперії
Перші ознаки розколу Потрійного союзу з'явилися в 1510 році, коли правитель Тескоко — Несавальпілі відмовився підтримувати Монтесуму II в його походах. Це пояснюється зростаючою ролю Теночтітлана в Потрійному союзі. Тепер практично весь вплив та влада імперії належали цьому місту. Тепер Теночтітлан отримував 8/15 здобичі, Тескоко — 4/15, Тлакопан — 3/15. Конфлікт поглибився в 1515 році після смерті Несавальпілі, сина Несавалькойотля, тлатоані Тескоко. Він не зазначив ім'я свого спадкоємця, тому відразу розгорнулася боротьба між партією прихильників Теночтітлану на чолі із племінником Монтесуми II — Какамою — та прихильників збереження незалежності держави, яку очолив Іштлільшочитль. Остаточна криза настала із приходом до Мексики загону Ернана Кортеса в 1519 році. Спочатку відносини між іспанцями та ацтеками складались товариськи. Проте незабаром розбіжності вилилися у війну, унаслідок якої імперія ацтеків перестала існувати, а 13 серпня 1521 року Теночтітлан було захоплено та вщент зруйновано. Останній Імператор ацтеків Кваутемока потрапив у полон. У цьому іспанцям допомагали, зокрема війська тлатоані Тескока. Тобто члени Союзу пішли один проти одного.

## Ацтекська імперія в літературі
- Найвідомішим є роман англійського письменника Генрі Гаґґарда «Дочка Монтесуми», де йдеться про останні роки Потрійного союзу.